# Ernst Jean-Baptiste
Ernst Jean-Baptiste (Limbé; 18 de abril de 1956) es un exfutbolista y luego entrenador haitiano.
"Ze Nono" entrenó a Haití tres veces en la década de 1990: entre 1991 y 1993, donde tuvo la oportunidad de liderar a los Granaderos durante la clasificación para la Copa del Mundo de 1994, y luego en 1999.
También se destacó en el fútbol amateur, ya que ganó como técnico cinco veces la Copa Latina, un torneo en el sur de Florida. Posteriormente se convirtió en Subdirector General del Ministerio de Juventud, Deportes y Acción Cívica de Haití (MJSAC) y anunció en 2015 su intención de ser presidente de la FIFA, sin embargo, no la obtuvo.

## Trayectoria
Inició como jugador del Violette AC en 1971, luego pasó al Victory SC en 1975, dos años después retornó al Violette y emigró a los Estados Unidos en 1979, jugando en clubes de la American Soccer League (Miami Americans y New England Sharks), antes de jugar para Fort Lauderdale Strikers, de la NASL. Terminó su carrera ganando con el Fort Lauderdale Sun la United Soccer League.

## Selección nacional
Fue internacional de 1975 a 1983, donde jugó 30 partidos y anotó 5 goles con los Granaderos, incluidos ocho en las eliminatorias de la Copa del Mundo de 1982.

### Participaciones en Campeonatos Concacaf
| Copa                                       | Sede     | Resultado   | Part. | Goles |
| ------------------------------------------ | -------- | ----------- | ----- | ----- |
| Campeonato de Naciones de la Concacaf 1977 | México   | Subcampeón  | 2     | 0     |
| Campeonato de Naciones de la Concacaf 1981 | Honduras | Sexto lugar | 5     | 0     |

## Clubes
| Club                     | País           | Año       |
| ------------------------ | -------------- | --------- |
| Violette                 | Haití          | 1971-1978 |
| Victory (cesión)         | Haití          | 1975      |
| Miami Americans          | Estados Unidos | 1979-1980 |
| Phoenix Inferno          | Estados Unidos | 1980-1981 |
| New England Sharks       | Estados Unidos | 1981-1982 |
| Fort Lauderdale Strikers | Estados Unidos | 1982-1983 |
| Fort Lauderdale Sun      | Estados Unidos | 1984      |

## Palmarés

### Títulos nacionales
| Título               | Equipo              | País           | Año  |
| -------------------- | ------------------- | -------------- | ---- |
| United Soccer League | Fort Lauderdale Sun | Estados Unidos | 1984 |